# 国家仪器仪表工业总局
1979年10月，国务院批准余秋里的建议，将第一机械工业部仪器仪表工业总局整建制划出，改称国家仪器仪表工业总局，为国务院直属机构，由第一机械部代管，一机部副部长曹维廉任局长。行政编制200人。哈尔滨科学技术大学归口由国家仪器仪表工业总局和中国科学院双重领导。
1982年5月4日，第五届全国人大常委会第二十三次会议通过．将一机部、农机部、国家仪器仪表工业总局和国家机械设备成套总局，合并设立机械工业部。